# 街道バトル 〜日光・榛名・六甲・箱根〜
『街道バトル 〜日光・榛名・六甲・箱根〜』（かいどうバトル にっこう・はるな・ろっこう・はこね）とは、2003年2月27日に元気株式会社より発売されたレースゲーム。

## 概要
街道バトルシリーズの初代作である。元気のレースゲームとしては初めて峠を舞台としたゲームであり、この作品以降、車種は実名で収録されるようになった。
峠が交通の発達で閉鎖し、クローズドサーキットとして改造されたという設定となっている。レーダー計測や衛星画像を用い、全国の著名な峠を、発売当時の道幅や景色といった要素を細部まで再現しているのが特徴である。また、様々な時間や天候などのバリエーションも加えられている。
ライバル数は全198人。首都高バトルシリーズより登場する人物や、谷口信輝や織戸学といった実在の人物も登場する。

## ゲームモード
コンクエスト
日本全国の峠を転戦して走りを磨き、走り屋の頂点に立つことを目指す本作のメインモード。
昼・夜の2つのフェイズで構成されており、昼フェイズではレーサーとしてカテゴリーレースに参戦してマシンのチューン資金を稼ぎ、夜フェイズでは峠に集うライバルたちを相手にバトルを行う。
時間経過の概念は存在せず、フェイズの切り替えはプレイヤーが行う。
タイムアタック
ライバルなしの単走で、走行タイムの限界にチャレンジするモード。
CAアタック
ライバルなしの単走で、CAポイントの限界にチャレンジするモード。
両モード共通で、ゴーストの有無・天候・走行ルートなどを設定できる。
車種は最初から購入可能な車種、コンクエストモードの進行で追加される車種のほか、プレイヤーデータのマシンを使用することも可能である。
VSモード
画面を上下に2分割し、プレイヤー同士でバトルするモード。バトル形式は3種類用意されている。なお、画面レイアウトの都合上、プレイ視点は主観視点のみに固定されている。
スピードキング
先にゴールしたほうが勝ち。
SPキング
SPバトルで勝負する形式。
CAキング
CAポイントを競う形式。

## カテゴリーレース
マシン購入やチューニングなどの資金は、昼フェイズのカテゴリーレースで獲得することになる。
カテゴリーレースにはレベルが5段階まで設定されており、レベル毎に3種類のレースで優勝すると次のレベルが出現する（一部、SLASHERを撃破しないと高レベルのレースが出現しないコースもある）。1日あたりの参戦回数は制限されており、残り回数がなくなるとその日は出走できなくなる。
全てのレースはCA形式で競われ、1位から6位までのレコードポイントが設定されている。各レコードを上回るとそれに応じた賞金が入手できる。

## 登場車種
AUTOBACS
- GARAIYA

DAIHATSU
- MIRA TR-XX AVANZATO R L502S
- COPEN L880K

HONDA
- BEAT PP1
- FIT 1.5T GD3
- CR-X SiR EF8
- CIVIC SiR II EG6
- CIVIC TYPE R EK9
- CIVIC TYPE R EP3
- INTEGRA TYPE R DC2
- INTEGRA TYPE R DC5
- PRELUDE Si VTEC BB4
- PRELUDE TYPE S BB6
- ACCORD EURO R CL1
- S2000 AP1
- NSX TYPE R NA1
- NSX TYPE R NA2

MAZDA
- AZ-1 PG6SA
- EUNOS ROADSTER SPECIAL PACKAGE NA8C
- ROADSTER RS NB8C
- ATENZA 23S GG3S
- RX-7 ∞ FC3S
- RX-7 TYPE RS FD3S

MITSUBISHI
- MIRAGE CYBORG R CA4A
- STARION GSR-VR A187A
- FTO GP VERSION R DE3A
- GALANT 2.0 DOHC TURBO VR-4 E39A
- GALANT VR-4 TYPE-S EC5A
- LANCER EVOLUTION III GSR CE9A
- LANCER EVOLUTION VI GSR TOMMI MAKINEN EDITION CP9A
- LANCER EVOLUTION VI GSR TOMMI MAKINEN EDITION SPECIAL COLOR PACKAGE CP9A
- LANCER EVOLUTION VII GSR CT9A
- (GTO TWIN TURBO MR Z15A)

NISSAN
- MARCH R EK10
- MARCH 12C AK12
- BLUE BIRD SSS-R RNU12
- CEFIRO CRUISING A31
- PULSAR GTI-R RNN14
- 180SX TYPE X RPS13
- SILVIA K's PS13
- SILVIA K's AERO SE S14
- SILVIA SPEC-R S15
- SKYLINE GTS-t HCR32
- SKYLINE GT-R V-Spec II BNR32
- SKYLINE GT-R V-Spec BCNR33
- SKYLINE 25GT TURBO ER34
- SKYLINE GT-R V-Spec II BNR34
- SKYLINE 300GT-8 PV35
- FAIRLADY Z 300ZX 2SEATER VERSION S TWIN TURBO CZ32
- FAIRLADY Z VERSION ST Z33

SUBARU
- VIVIO RX-R KK4
- IMPREZA WAGON WRX STi Version VI GF8
- IMPREZA 22B STi GC8
- IMPREZA WRX STi Version VI GC8
- IMPREZA WRX STi GDB
- LEGACY TOURING WAGON GT-B BG5
- LEGACY TOURING WAGON GT-B E-TUNE II BH5
- LEGACY RS BD5
- LEGACY B4 RSK BE5
- LEGACY BLITZEN BE5
- ALCYONE VS AX9
- ALCYONE SVX VL CXD

SUZUKI
- Kei SPORT R HN22S
- SWIFT SG HT51S
- CULTUS 1300FS GA11S
- ALTO WORKS RS/R CP21S
- CAPPUCCINO EA21R

TOYOTA
- IST 1.5S NCP61
- VITZ RS NCP13
- STARLET 3DOOR TURBO S EP71
- STARLET GLANZA V EP91
- COROLLA FX-GT AE82
- LEVIN 1500SR AE85
- TRUENO 1500SR AE85
- LEVIN GT-APEX AE86
- TRUENO GT-APEX AE86
- LEVIN BZ-R AE111
- TRUENO BZ-R AE111
- MR-S ZZW30
- MR-S VM180 ZAGATO ZZW30
- CELICA GT-FOUR ST205
- CELICA SS-II SUPER STRUT PACKAGE ZZT231
- MR2 1.6G SUPER CHARGER AW11
- MR2 GT SW20
- ALTEZZA RS 200 SXE10
- MARK II IR-V JZX110
- CHASER TOURER V JZX100
- SUPRA 2.5GT TWIN TURBO R JZA70
- SUPRA RZ JZA80

DETOMASO
- PANTERA GTS
- VALLELUNGA

FORD
- FOCUS RS 2.0i
- PUMA
- SIERRA RS COSWORTH

LOTUS
- ELISE 111
- EUROPA SPECIAL
- EXIGE

MINI
- MINI COOPER S GH-RE16

VOLKSWAGEN
- GOLF GTI 1JAUM
- NEW BEETLE 9CAZJ

PRIZE CAR
ギャンブリングバトル等で入手できる特別なマシン。セッティングとパーツ交換は不可。
- STARION 4WD RALLY
- RIDOX SUPRA JZA80
- NOB SILVIA S15
- RE雨宮 RX-7 FD3S
- MCR SKYLINE GT-R R34
- FUJITSUBO (CB SPORTS) LANCER EVOLUTION VII CT9A(黄)
- FUJITSUBO (CB SPORTS) LANCER EVOLUTION VII CT9A(白)
- mine's SKYLINE R34
- mine's LANCER EVOLUTION VII CT9A
- COCKPIT TATEBAYASHI SILVIA S15
- FUJITSUBO IMPERZA GDB
- SARD ALTEZZA SXE10
- SARD MR-S ZZW30
- SARD VITZ NCP13
- A-RF RX-7 FD3S
- A-RF EUNOS ROADSTER NA8C
- BOMEX INTEGRA DC5
- 5ZIGEN INTEGRA DC5

## ステージ
本作に限り、各コースの上り（ヒルクライム）と下り（ダウンヒル）はそれぞれ別コースとして扱われる。路面が滑りやすく視認性の悪いレインコース、敵車のヘッドライトを頼りに進むナイトコースなど、様々なシチュエーションのコースが収録されている。
- 箱根
  - 国道1号（神奈川県足柄下郡箱根町）

- 榛名
  - 群馬県道33号渋川松井田線（群馬県渋川市）

- 第二いろは坂[注釈 6]
  - 国道120号（栃木県日光市）

- 表六甲
  - 表六甲ドライブウェイ（兵庫県神戸市灘区）

- 第一いろは坂[注釈 7]
  - 国道120号（栃木県日光市）